# Croix de La Trinité-Porhoët
La Calvaire de La Trinité-Porhoët, est situé au croisement des rues Billette et du Val, dans le bourg de La Trinité-Porhoët dans le Morbihan.

## Historique
Le calvaire de La Trinité-Porhoët fait l’objet d’une inscription au titre des monuments historiques depuis le 16 février 1929.

## Architecture
Le fût de la croix est érigé sur un petit socle.
Il est orné à la base d'un bas-relief. 
Le sommet abrite sous un petit toit en bâtière, la scène de la Crucifixion.